# Цзиньшань (Шанхай)
Цзиньша́нь (кит. упр. 金山, пиньинь Jīnshān) — район городского подчинения города центрального подчинения Шанхай (КНР). 

## География
Цзиньшань расположен на юге подчинённой городу территории. Помимо материковой части, в юрисдикции районных властей находятся морские острова Дацзиньшаньдао, Сяоцзиньшаньдао и Фушаньдао.

## История
Уезд был образован в 1724 году и подчинён Сунцзянской управе (松江府). В 1912 году постановлением временного революционного правительства провинции Цзянсу управы и области были упразднены, а уезды стали подчиняться напрямую властям провинции. 
В сентябре 1937 года во время сражения за Шанхай здесь был высажен вспомогательный японский десант, задачей которого было наступать на север и замкнуть кольцо окружения вокруг обороняющих Шанхай китайских войск.
После того, как во время гражданской войны войска китайских коммунистов форсировали Янцзы и заняли территории к югу от неё, в мае 1949 года был образован Специальный район Сунцзян (松江专区), в состав которого вошёл и уезд Цзиньшань. 1 января 1958 года уезд был передан в состав Специального района Сучжоу (苏州专区), а с 21 ноября того же года перешёл под юрисдикцию Шанхая.
В 1992 году уезд Цзиншань был преобразован в район городского подчинения.

## Население
Местные жители говорят на локальном варианте шанхайского диалекта.

## Административно-территориальное деление
Район Цзиньшань делится на 1 уличный комитет, 9 посёлков и 1 промышленную зону.

## Экономика
В районе Цзиньшань размещается штаб-квартира компании Sinopec Shanghai Petrochemical Company и её нефтехимический комбинат. В районе также расположены заводы электромобилей и аккумуляторов Toyota Motor и международный логистический комплекс обувной компании Aokang.

### Туризм
В Цзиньшане ведётся строительство парка развлечений Legoland Shanghai Resort.